# Myrtale (bướm đêm)
Myrtale  là một chi bướm đêm thuộc họ Noctuidae. Hiện tại nó được coi là đồng nghĩa của Platysenta.